# Redfield, Kansas
Redfield är en ort i Bourbon County i Kansas. Vid 2020 års folkräkning hade Redfield 90 invånare.